# Hammersmith & City Line

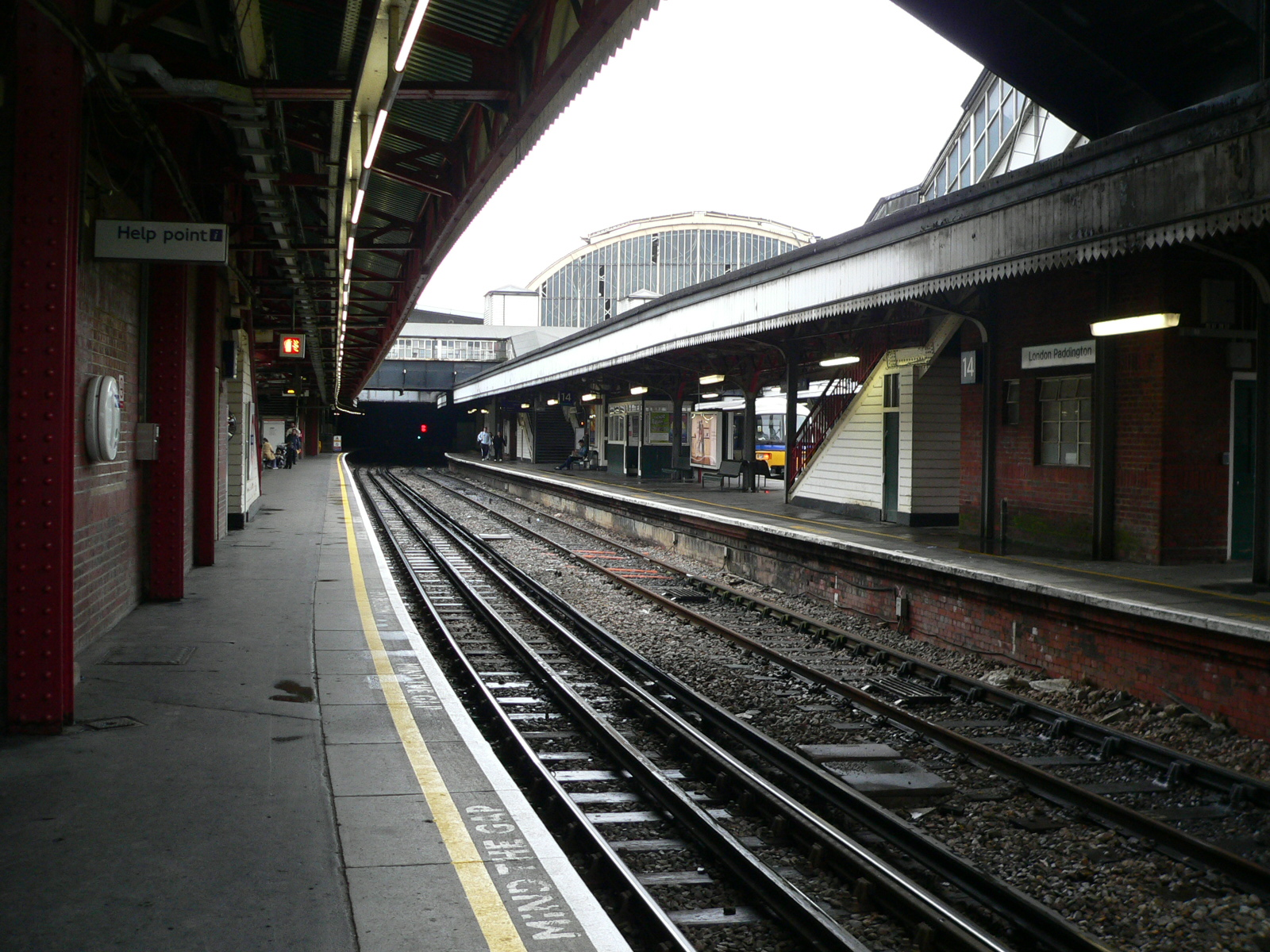
Perrons van de Hammersmith & City Line in station Paddington

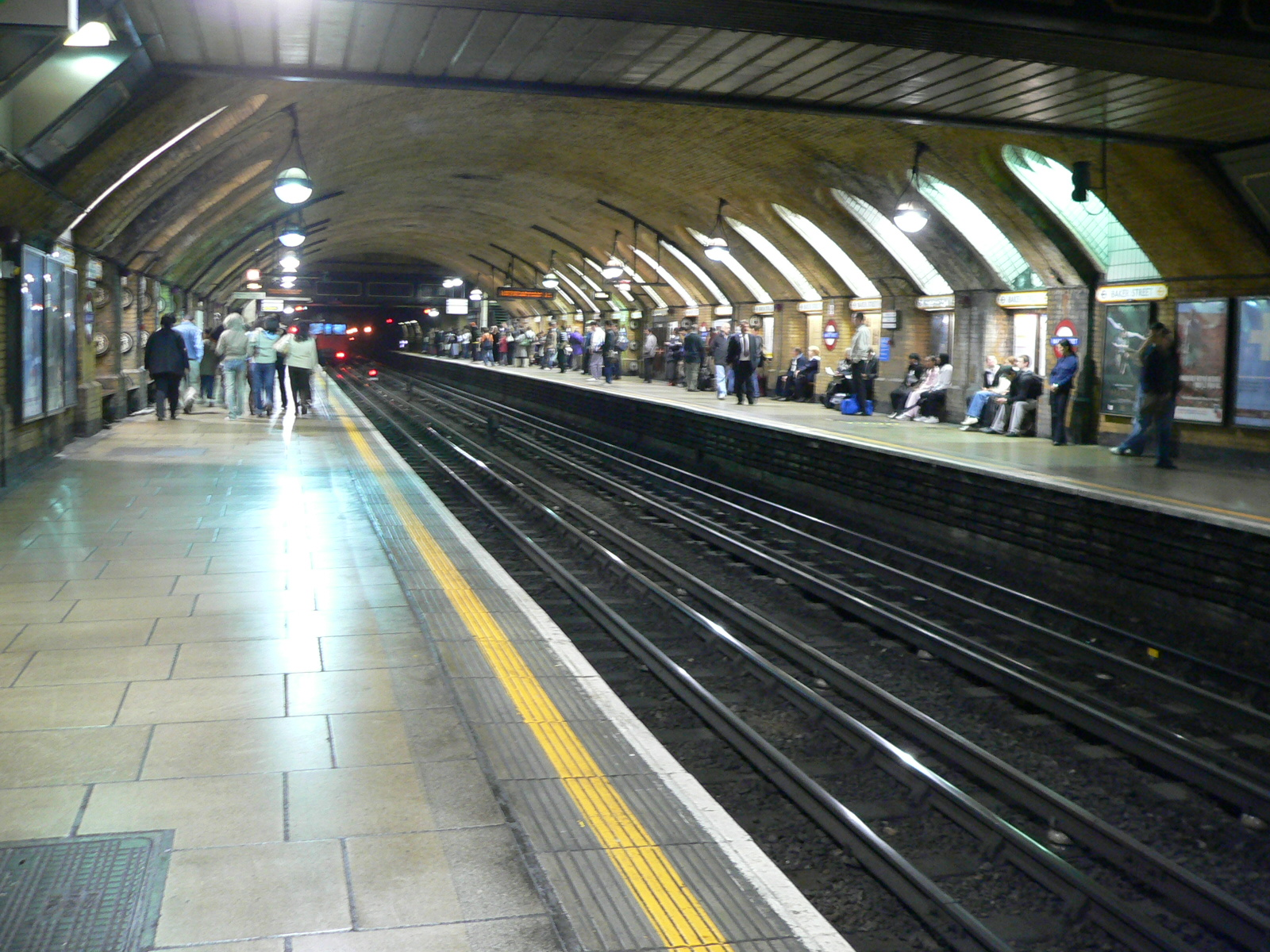
Baker Street, een van de stations van de lijn uit 1863

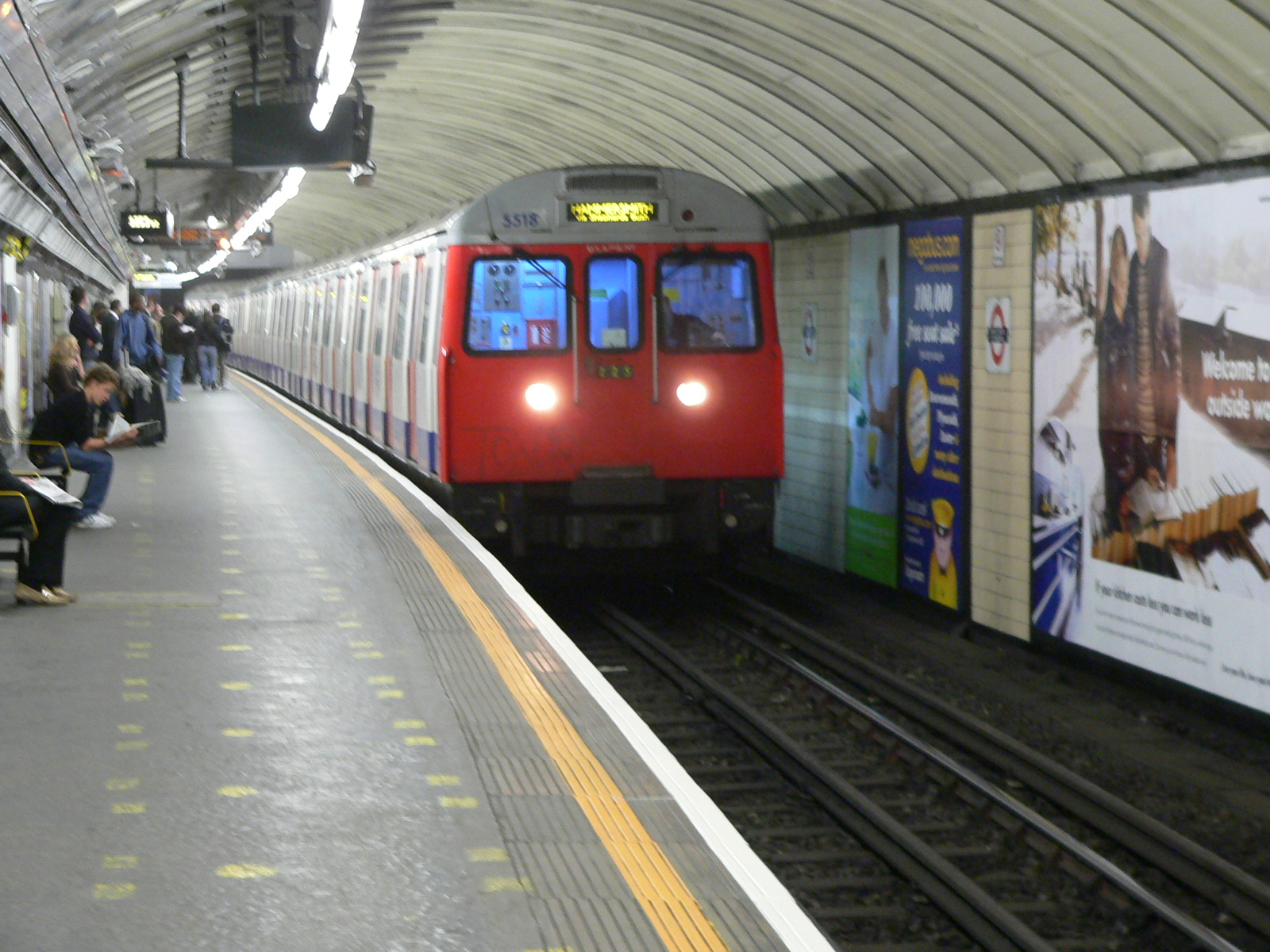
Trein van de Hammersmith & City Line in station King's Cross St. Pancras

De Hammersmith & City Line is een lijn van de Londense metro en is een van de lijnen die gebruikmaakt van de oudste metrotunnel ter wereld, tussen Paddington en Farringdon, die geopend werd in 1863. De lijn loopt van het oosten (Barking) naar het westen van de stad (Hammersmith), heeft een lengte van 25,5 kilometer en bedient 29 stations, waarvan er 13 ondergronds liggen (→ kaart). De Hammersmith & City Line wordt op kaarten aangegeven met de kleur roze en behoort tot het type "sub-surface", wat betekent dat de lijn gebruikmaakt van ondiepe, via de openbouwmethode gegraven tunnels met een rechthoekig of ellipsvormig profiel.
Tussen Paddington en Hammersmith wordt het spoor sedert 2009 gedeeld met de Circle Line, in het stadscentrum deelt de Hammersmith & City Line zijn sporen met de Metropolitan en de Circle Line, tussen Aldgate East en Barking worden de sporen van de District Line gebruikt.

## Geschiedenis
Tot 1990 was de Hammersmith & City onderdeel van de Metropolitan Line, hoewel de lijn in de jaren daarvoor al steeds meer zelfstandig werd bedreven: de trajecten Hammersmith - Baker Street en Liverpool Street - Barking werden niet gebruikt door andere diensten van de Metropolitan Line. De instelling van de Hammersmith & City Line als aparte lijn was dan ook een logische consequentie en moest het netwerk duidelijker maken.
Het tracé tussen Paddington en Westbourne Park behoort tot de op 4 juni 1838 geopende Great Western Main Line van de Great Western Railway (GWR). De eigenlijke metrolijn ontstond op 13 juni 1864 met de openstelling van de Hammersmith and City Railway (H&CR) tussen Westbourne Park en Hammersmith, waarover tot 1868 ook treinen van de GWR reden. Al sinds de opening van deze lijn reden de treinen door over de sporen van de Metropolitan Railway, nu de Metropolitan Line. In 1864 werd ook een tak geopend van Latimer Road naar Kensington (Olympia), die in 1940 werd gesloten. De verbinding met de District Line bij station Aldgate East opende op 6 oktober 1884.

## Dienstuitvoering
Voor alle treinen is Hammersmith het westelijke eindpunt, aan het oostelijke uiteinde van de lijn worden meerdere eindpunten gebruikt. Tussen Hammersmith en Whitechapel wordt de hele dag minstens een achtminutendienst onderhouden, waarbij de helft van de treinen doorrijdt tot Barking. Op zondag wordt er enkel tussen Hammersmith en Whitechapel gereden. De reisduur van de totale lijn bedraagt 51 minuten, tot Whitechapel 33 minuten.

## Materieel
De dienst op de Hammersmith & City Line werd tot 2014 uitgevoerd met sub-surface-materieel van het type C69/77, dat ook gebruikt werd op de Circle en delen van de District Line. Alle treinen zijn geschilderd in de standaardkleuren van de London Underground: wit met een blauwe band, rode deuren en een rood front. De treinen bestonden uit zes rijtuigen met elk vier deuren per zijde. Een zesrijtuigstel kon in totaal 1272 passagiers vervoeren. De maximumsnelheid bedraagt slechts 65 km/u, omdat de treinen vooral op stadstrajecten met korte stationsafstanden rijden. Sinds 6 juli 2012 zijn de nieuwe 7-wagen treinstellen van het Type S7 de dienst gaan overnemen.
Voor de dienst op de Hammersmith & City Line zijn er maximaal 17 treinen nodig (in de spitsuren). Voor onderhoud en stalling zijn er depots aanwezig bij de stations Hammersmith en Neasden (op de Metropolitan Line - de hoofdwerkplaats voor sub-surface-materieel).

## Stations

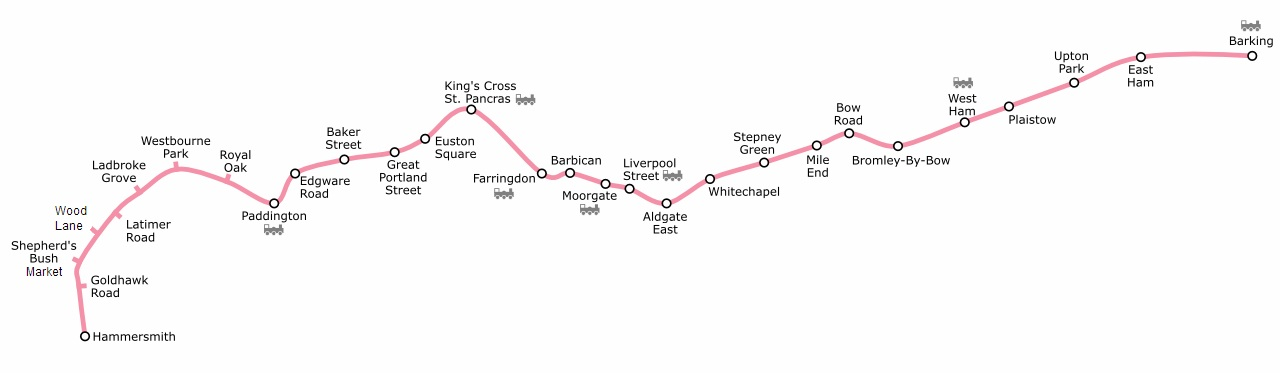
Geografisch correcte kaart van de Hammersmith & City Line (situatie in 2005; Shepherd's Bush werd sindsdien hernoemd in Shepherd's Bush Market en in 2008 werd het nieuwe station Wood Lane geopend)

| Station                  | Overstappunt | Foto * | Type                         | Geopend          | Ligging                       | Opmerkingen |
| ------------------------ | ------------ | ------ | ---------------------------- | ---------------- | ----------------------------- | --- |
| Hammersmith              |              | 1 !    | Maaiveld                     | 1 december 1868  | 51° 29′ 40″ NB, 0° 13′ 30″ WL | |
| Goldhawk Road            |              | 2 !    | Talud                        | 1 April 1914     | 51° 30′ 9″ NB, 0° 13′ 34″ WL  | |
| Shepherd's Bush Market   |              | 3 !    | viaductstation               | 13 june 1864     | 51° 30′ 23″ NB, 0° 13′ 30″ WL | |
| Wood Lane                |              | 4 !    | viaductstation               | 12 oktober 2008  | 51° 30′ 35″ NB, 0° 13′ 27″ WL | |
| Latimer Road             |              | 5 !    | viaductstation               | 16 december 1868 | 51° 30′ 50″ NB, 0° 13′ 2″ WL  | |
| Ladbroke Grove           |              | 6 !    | Talud                        | 13 juni 1864     | 51° 31′ 1″ NB, 0° 12′ 36″ WL  | |
| Westbourne Park          |              | 7 !    | Maaiveld                     | 1 februari 1866  | 51° 31′ 16″ NB, 0° 11′ 56″ WL | |
| Royal Oak                |              | 8 !    | Maaiveld                     | 30 oktober 1871  | 51° 31′ 9″ NB, 0° 11′ 17″ WL  | |
| Paddington               |              | 9 !    | Maaiveld                     | 10 januari 1863  | 51° 31′ 7″ NB, 0° 10′ 42″ WL  | |
| Edgware Road             |              | 10 !   | Uitgraving                   | 10 januari 1863  | 51° 31′ 12″ NB, 0° 10′ 5″ WL  | |
| Baker Street             |              | 11 !   | Enkelgewelfdstation          | 10 januari 1863  | 51° 31′ 21″ NB, 0° 9′ 26″ WL  | |
| Great Portland Street    |              | 12 !   | Ondiep gelegen zuilenstation | 10 januari 1863  | 51° 31′ 26″ NB, 0° 8′ 38″ WL  | |
| Euston Square            |              | 13 !   | Ondiep gelegen zuilenstation | 10 januari 1863  | 51° 31′ 33″ NB, 0° 8′ 9″ WL   | |
| King's Cross St. Pancras |              | 14 !   | Ondiep gelegen zuilenstation | 10 januari 1863  | 51° 31′ 29″ NB, 0° 0′ 40″ WL  | |
| Farringdon               |              | 15 !   | Uitgraving                   | 10 januari 1863  | 51° 31′ 14″ NB, 0° 6′ 19″ WL  | |
| Barbican                 |              | 16 !   | Uitgraving                   | 23 december 1865 | 51° 31′ 14″ NB, 0° 5′ 52″ WL  | |
| Moorgate                 |              | 17 !   | Uitgraving                   | 23 december 1865 | 51° 31′ 7″ NB, 0° 5′ 19″ WL   | |
| Liverpool Street         |              | 18 !   | Uitgraving                   | 1 februari 1875  | 51° 31′ 7″ NB, 0° 4′ 51″ WL   | |
| Aldgate East             |              | 19 !   | Ondiep gelegen zuilenstation | 6 oktober 1884   | 51° 30′ 55″ NB, 0° 4′ 20″ WL  | |
| Whitechapel              |              | 20 !   | Uitgraving                   | 2 juni 1902      | 51° 31′ 10″ NB, 0° 3′ 40″ WL  | |
| Stepney Green            |              | 21 !   | Kuipstation                  | 11 juni 1902     | 51° 31′ 19″ NB, 0° 2′ 44″ WL  | |
| Mile End                 |              | 22 !   | Ondiep gelegen zuilenstation | 2 juni 1902      | 51° 31′ 31″ NB, 0° 2′ 1″ WL   | Sinds 4 December 1946 een station van de Central Line                                                                     |
| Bow Road                 |              | 23 !   | Uitgraving                   | 11 juni 1902     | 51° 31′ 36″ NB, 0° 1′ 29″ WL  | |
| Bromley-by-Bow           |              | 24 !   | Maaiveld                     | 11 juni 1902     | 51° 31′ 29″ NB, 0° 0′ 40″ WL  | |
| West Ham                 |              | 25 !   | Talud                        | 11 juni 1902     | 51° 31′ 43″ NB, 0° 0′ 17″ OL  | Geopend voor de District Line Vanaf 30 mrt 1936 ook Metropolitan / Hammersmith & City 14 mei 1999 Jubilee Line toegevoegd |
| Plaistow                 |              | 26 !   | Maaiveld                     | 31 maart 1858    | 51° 31′ 53″ NB, 0° 1′ 2″ OL   | |
| Upton Park               |              | 27 !   | Maaiveld                     | 1 september 1877 | 51° 32′ 7″ NB, 0° 2′ 4″ OL    | |
| East Ham                 |              | 28 !   | Maaiveld                     | 31 maart 1858    | 51° 32′ 22″ NB, 0° 3′ 6″ OL   | |
| Barking                  |              | 29 !   | Maaiveld                     | 13 April 1854    | 51° 32′ 22″ NB, 0° 4′ 51″ OL  | |

* De sorteerwaarde van de foto is de ligging langs de lijn